# Sistema unificato di compensazione regionale
Il SUCRE (in lingua spagnola: Sistema Unitario de Compensación Regional ed in lingua italiana: Sistema unificato di compensazione regionale) è una moneta scritturale sviluppata dai paesi dell'Alleanza Bolivariana per le Americhe per il commercio tra i reciproci membri.
Il SUCRE è ancorato al dollaro con un tasso di cambio iniziale di 1,25 dollari per SUCRE .